# Coup d'État du 7 novembre 1975 au Bangladesh
Le coup d'État du 7 novembre 1975 au Bangladesh était un coup d'État lancé par des militaires de gauche en collaboration avec des politiciens de gauche du Jatiya Samajtantrik Dal. Le coup d'État a tué Khaled Mosharraf qui avait écarté du pouvoir les personnes impliquées dans l'assassinat du Sheikh Mujibur Rahman. Il a également libéré Ziaur Rahman de son assignation à résidence et lui a permis de prendre le pouvoir et de devenir président.

## Contexte
Le Bangladesh est devenu un pays indépendant en 1971 grâce à la guerre de libération du Bangladesh. Sheikh Mujibur Rahman, du parti socialiste Bangladesh Awami League, est devenu le premier président du Bangladesh. Il a été tué lors du coup d'État du 15 août 1975. Khondaker Mostaq Ahmad a pris sa place à la présidence du Bangladesh puis a remplacé le chef de l'armée du Bangladesh, le major général Kazi Mohammed Shafiullah, par le major général Ziaur Rahman, le chef adjoint de l'armée. Le Pakistan s'est félicité de la destitution de Sheikh Mujibur Rahman. La Chine et l'Arabie saoudite établissent des liens diplomatiques avec le Bangladesh. Le brigadier Khaled Mosharraf, chef d'état-major général, avait demandé à Ziaur Rahman de rétablir la chaîne de commandement au sein de l'armée bangladaise, mais Ziaur Rahman n'a pas voulu ou pu le faire. Il y avait du mécontentement dans l'armée et le brigadier Khaled Mosharraf et des officiers comme le colonel Shafaat Jamil et le lieutenant-colonel Abu Taher Mohammad Haider ont planifié d'écarter Khondaker Mostaq Ahmad du pouvoir.
Khondakar Mostaq Ahmad a lui-même été écarté du pouvoir par un coup d'État militaire le 3 novembre 1975, par Mosharraf et Haider,. Mosharraf a forcé Ahmad à démissionner mais a écouté sa demande pour que les assassins du Sheikh Mujibur Rahman puissent quitter le Bangladesh en toute sécurité. Avant que les assassins ne quittent le Bangladesh, ils avaient tué des dirigeants de la ligue Awami et l'ancien vice-président Syed Nazrul Islam, l'ancien premier ministre Muhammad Mansur Ali, l'ancien ministre Abul Hasnat Muhammad Kamaruzzaman et l'ancien premier ministre Tajuddin Ahmad, qui étaient emprisonnés dans la prison centrale de Dacca après le coup d'État du 15 août 1975 au Bangladesh. Khondaker Mostaq Ahmad a été remplacé par le Juge en chef du Bangladesh, Abu Sadat Mohammad Sayem, qui est devenu le président suivant.

## Événements
Des rumeurs se répandent dans les cantonnements du Bangladesh, selon lesquelles le brigadier Khaled Mosharraf et le lieutenant-colonel A.T.M Haider seraient des agents indiens qui livreraient le Bangladesh à l'Inde. Le colonel Abu Taher a organisé des soldats fidèles à lui et au major général Ziaur Rahman pour remplacer le gouvernement. Ils ont lancé le coup d'État le 7 novembre 1975. Khaled Mosharraf et le lieutenant-colonel A.T.M Haider ont tenté de résister au coup d'État mais ont échoué, ils ont été tués par les soldats de l'armée. Le colonel Khondkar Nazmul Huda, qui soutenait Khaled Mosharraf, a été tué lors du coup d'État. Le colonel Abu Taher avait démissionné de l'armée en septembre 1972 et rejoint le Jatiya Samajtantrik Dal,.
Il a été suggéré que le colonel Abu Taher était impliqué dans la mort du brigadier Khaled Mosharraf. Le chef d'état-major de l'armée, le major général Ziaur Rahman, qui avait été placé en résidence surveillée par Khaled Mosharraf, a été libéré. Le coup d'État a permis à Ziaur Rahman de prendre le pouvoir,. Le colonel Abu Taher a été pendu en juillet 1976 sur ordre du président Ziaur Rahman.

## Héritage
Le Parti nationaliste du Bangladesh, fondé par Ziaur Rahman après qu'il soit devenu président, se souvient de ce jour comme de la Journée nationale de la révolution et de la solidarité et le célèbre chaque année, tandis que la Ligue Awami du Bangladesh l'appelle la « Journée du meurtre des combattants de la liberté » et le considère négativement. Le Parti nationaliste du Bangladesh a qualifié le coup d'État militaire de soulèvement civil.